# Daria Nauer
Daria Nauer (Suiza, 21 de mayo de 1966) es una atleta suiza retirada especializada en la prueba de 10000 m, en la que ha conseguido ser medallista de bronce europea en 1994.

## Carrera deportiva
En el Campeonato Europeo de Atletismo de 1994 ganó la medalla de bronce en los 10,000 metros, con un tiempo de 31:35.96 segundos, llegando a meta tras las portuguesas Fernanda Ribeiro y Conceição Ferreira (plata).